# Thomas Bouvais
Thomas Bouvais né le 29 mai 1991 à Meulan, est un pongiste handisport français évoluant en classe 9 puis classe 8 (Handicap important sur un ou deux membres inférieurs qui gène le déplacement). 
Il évolue en 2021 au Levallois Sporting Club Handisport.

## Biographie
Thomas Bouvais est atteint de nanisme, plus précisément d’achondroplasie.
En 2010, il rapporte une médaille d'argent par équipe aux championnats du monde de Gwangju classe 9. L'année suivante, c'est une médaille de bronze par équipe aux championnats d’Europe à Split. Il participe aux Jeux paralympiques de Londres en 2012 où il est battu en quart de finale.
Aux paralympiades suivantes, il est battu en huitième par le Suédois Linus Karlsson. Deux médailles de bronze par équipe étoffent sa collection en 2017 lors des mondiaux de Bratislava et des Européens de Lasko.
Il participe aux jeux paralympiques de Tokyo en 2021 mais son parcours individuel s'arrête de nouveau en quart-de-finale, battu par le Chinois Peng Weinan ; il a plus de réussite par équipe où il associé à Clément Berthier en gagnant une médaille de bronze à la suite de leur succès face aux Suédois mais cédant en demi-finales face aux Ukrainiens Nikolenko/Didoukh.

## Décorations
- Chevalier de l'ordre national du Mérite le 8 septembre 2021[3]